# Kraftwerk Prunéřov
Das Kraftwerk Prunéřov (tschechisch Elektrárny Prunéřov) ist ein Braunkohlekraftwerk in der Region Ústecký kraj, Tschechien, das in Prunéřov, einem Ortsteil der Stadt Kadaň gelegen ist. Das Kraftwerk Tušimice befindet sich ca. 6 km südöstlich, der Stausee Nechranice ungefähr 8 km südöstlich des Kraftwerks Prunéřov.
Das Kraftwerk ging 1967 in Betrieb und wird von ČEZ betrieben.

## Daten
Mit einer installierten Leistung von 1.490 MW ist Prunéřov eines der leistungsstärksten Kraftwerke in Tschechien (Stand Juli 2016).

## Kraftwerksblöcke
Das Kraftwerk besteht aus 11 Blöcken, die von 1967 bis 1968 bzw. von 1981 bis 1982 in Betrieb gingen. Die folgende Tabelle gibt einen Überblick:
| Block | Max. Leistung (MW) | Betriebsbeginn | Turbine | Generator | Dampfkessel | Betrieb          |
| ----- | ------------------ | -------------- | ------- | --------- | ----------- | ---------------- |
| 1     | 110                | 1967           | Škoda   | Zamech    | VZKG        | Stillgelegt 1992 |
| 2     | 110                | 1967           | Škoda   | Zamech    | VZKG        | Stillgelegt 1992 |
| 3     | 110                | 1967           | Škoda   | Zamech    | Rafako      | Stillgelegt 2020 |
| 4     | 110                | 1968           | Škoda   | Zamech    | Rafako      | Stillgelegt 2020 |
| 5     | 110                | 1968           | Škoda   | Zamech    | Rafako      | Stillgelegt 2020 |
| 6     | 110                | 1968           | Škoda   | Zamech    | Rafako      | Stillgelegt 2020 |
| 7     | 210                | 1981           | Škoda   | Zamech    | Rafako      | Stillgelegt 2016 |
| 8     | 210                | 1981           | Škoda   | Zamech    | Rafako      | Stillgelegt 2016 |
| 9     | 250 (ehem. 210)    | 1981           | Škoda   | Zamech    | Rafako      | Modernisiert     |
| 10    | 250 (ehem. 210)    | 1982           | Škoda   | Zamech    | Rafako      | Modernisiert     |
| 11    | 250 (ehem. 210)    | 1982           | Škoda   | Zamech    | Rafako      | Modernisiert     |

Die Blöcke 1 und 2 wurden 1992 stillgelegt.
3 der 5 Blöcke des Kraftwerks 2 (Blöcke 9 bis 11 bzw. Blöcke 2–3 bis 2–5) wurden zwischen 2012 und 2015 modernisiert und haben jetzt 250 MW. die restlichen beiden Blöcke des Kraftwerks 2 (Blöcke 7 und 8 bzw. Blöcke 2-1 und 2-2) wurden 2016 stillgelegt (siehe cz:Elektrárny Prunéřov#Obnova EPRU II).
Die Blöcke 3 bis 6 (Restliche Blöcke des Kraftwerks 1) wurden am 30. Juni 2020 stillgelegt.